# Иван Франко
Иван Яковлевич Франко́ е украински писател, поет, публицист, критик, икономист и политически активист.

## Биография и творчество
Роден е в Нагуевичи, днешна Лвовска област, Украйна на 27 август 1856 (15 август по стар стил); умира на 28 май 1916 (15 май по стар стил).
С литература започва да се занимава през своя престой като студент в университета в град Лвов, където публикува своя поезия в студентските списания. Освен своите собствени литературни произведения, които пише, той превежда на украински език творби на Шекспир, Байрон, Данте, Юго, Гьоте и Шилер. Заедно с Тарас Шевченко оказват огромно влияние върху модерната литература и политически идеи в Украйна.
Един от хората, които поставят началото на социалистическото движение в Западна Украйна. В негова чест е наречен град Ивано-Франкивск.